# Хенни, Йозеф
Йозеф Хенни (нем. Josef Henny; 24 июля 1886, Оберзаксен — 7 июня 1964, Иланц) — швейцарский католический священник.
Получил среднее образование в Дисентисе и Зарнене, затем в 1907—1911 гг. изучал богословие в семинарии Святого Люция в Куре. В 1910 году рукоположён во священники епископом Кура Георгом Шмидом фон Грюнеком.
В 1911—1915 гг. священник Собора Святого Николая в Фельдкирхе. Затем до 1932 г. приходской викарий в кафедральном соборе Кура. В 1932—1960 гг. служил в Вадуце, в 1956 году получил звание княжеского советника.
Почётный гражданин Вадуца (1957).